# Tenugui

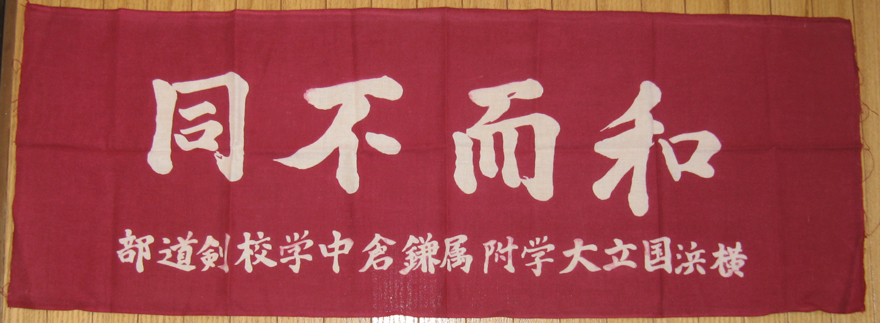
Một chiếc khăn Tenugui dùng đội đầu cho môn kiếm đạo thông thường.

Tenugui (手拭い) là một chiếc khăn tay mỏng làm từ cotton. Đây là một loại khăn truyền thống của Nhật Bản.
Một chiếc Tenugui thường hình chữ nhật, có kích thướng từ 35 đến 90cm, vải dệt trơn và luôn được nhuộm theo một kiểu mẫu. Hoạ tiết có thể một màu cũng có thể rất phong phú đa dạng hoặc các hình ảnh thủy mặc, tranh vẽ truyền thống.
Mặc dù tên gọi được ghép từ chữ Te (手), tức “Thủ”, và Nugui (ぬぐい), tức “Lau”, Tenugui không chỉ được dùng để lau tay mà còn có rất nhiều công dụng khác như làm khăn quấn đầu, bọc chai nước hay làm quà tặng,... nhưng thông dụng nhất là để quấn đầu trong môn kiếm đạo và làm quà lưu niệm hay dùng để trang trí.

## Lịch sử
Vào thời Heian (794 - 1185), Tenugui được sử dụng như một vật trang trí trong các lễ hội hoặc nghi thức có liên quan đến Thần linh. Do thời ấy, vải là một thứ hàng hóa xa xỉ nên phải đến thời Kamakura (1185 –1333), Tenugui mới dần dần xâm nhập vào đời sống của dân thường. 
Trải qua vài thế kỉ, đến thời đại Edo (1603 - 1868), khi ngành trồng trọt bông phát triển tại nhiều địa phương, Tenugui cũng trở thành một vật dụng không thể thiếu trong đời sống hằng ngày của người Nhật Bản. Đây cũng là thời đại mà Tenugui bắt đầu được chú trọng không chỉ riêng về tính năng mà còn cả tính nghệ thuật. Vào thời này, các cuộc thi thiết kế hoa văn và nhuộm màu Tenugui, gọi là “Tenugui awase”, rất phổ biến và được ưa chuộng trong giới mộ điệu. Kỹ thuật nhuộm Tenugui cũng từ đó mà dần được phát triển hơn. 
Tuy nhiên, phải đến thời Showa (1926 - 1989), nhờ vào kỹ thuật nhuộm “Chusen” tiên tiến, tạo nên cuộc cách mạng lớn cho ngành công nghiệm nhuộm, Tenugui đã vượt lên cả giới hạn là một món đồ dùng hằng ngày để trở thành những đối tượng nghệ thuật cho những người yêu thích Tenugui và tranh vẽ. Ngày nay, bạn có thể bắt gặp nhiều chiếc Tenugui với hoa văn và màu sắc đa dạng cùng cách sử dụng vô cùng biến hóa.